# Транскриптосома
Транскриптосома — комплекс білків, що беруть участь у транскрипції в еукаріотичній клітині, але до моменту приєднання транскрипційних факторів та збірки комплексу на промоторі. Можливо, ці білки також задіяні в процесингу РНК.
J.-P. Halle та M.Meisterernst висловили думку, що транскриптосома не є комплексом, що рухається вздовж ДНК, а, скоріше, є "машиною", через яку "просуваються" гени.
Активно досліджується функціонування транскриптосоми в різних типах клітин. Наприклад, було показано, що в T-клітинах важливу роль у роботі транскриптосоми відграє транскрипційний фактор Foxp3 та інші білки. У клітинах передміхурової залози на активність транскриптосоми, в роботі якої задіяний андрогеновий рецептор, може впливати білок Mdm2, що відкриває нові можливості в лікуванні раку простати.
Показано, що у випадку цитомегаловірусу в роботі вірусної транскриптосоми можуть брати участь і білки клітини-хазяїна.
Але слід зазначити, що доволі часто транскриптосому плутають із транскриптомом (наприклад, у статтях F. Tan, B. Giusti, I. Gomes мова йде саме про транскриптом, тобто сукупність мРНК у клітині, а статті містять у назві слово "транскриптосома").